# Metopius uchidai
Metopius uchidai är en stekelart som beskrevs av Michener 1941. Metopius uchidai ingår i släktet Metopius och familjen brokparasitsteklar. Inga underarter finns listade i Catalogue of Life.